# Hermann Alexander Müller
Hermann Alexander Müller (* 14. Februar 1814 in Bremen; † 27. Mai 1894 ebenda) war ein deutscher Gymnasiallehrer, Kunsthistoriker und Bibliograf.

## Leben
Hermann Alexander Müller war der Sohn von Johann Philipp Müller und Catharine Elisabeth Forstner. Er besuchte bis Ostern 1832 das Bremer Gymnasium. Anschließend studierte er Philologie an den Universitäten Bonn, Berlin und München. 1836 wurde er in Bonn zum Dr. phil. promoviert und widmete seine Arbeit dem Rektor des Bremer Gymnasiums Wilhelm Ernst Weber. Dann unterrichtete er Französisch an den Gymnasien in Rinteln, Kassel und Fulda. In Fulda unterrichtete er unter dem Direktor Ernst Friedrich Johann Dronke und gab eine Schrift heraus. Ab 1847 wurde er Hauptschullehrer in Bremen. 1859 wurde er als Lehrer am Bremer Gymnasium angestellt. Im Herbst 1878 wurde er pensioniert. Hermann Alexander Müller war Direktoriumsmitglied des Künstler-Vereins in Bremen und dessen Bibliothekar.
Sein Hauptwerk ist das Biographische Künstler-Lexikon, das vor allem nach seinem Tode in der Ausgabe von Hans Wolfgang Singer weite Verbreitung fand.

## Veröffentlichungen
- Panathenaica. Koenig & van Borcharen, Bonn 1837 (Dissertation) (Digitalisat).
- Observations sur les enfants d’Édouard de Delavigne et sur les rapports de cette tragédie au Richard III de Shakespeare. In: Jahresbericht über das Kurfürstliche Gymnasium zu Fulda, 1844.
- Casimir Delavigne: Louis XI. Tragédie en 5 actes et en vers. Hrsg. von Hermann Alexander Müller. Carl Hochhausen, Jena 1844.
- Französische Grammatik. Dritte Abtheilung: Syntaktische Beiträge. Carl Hochhausen, Jena 1849 (Digitalisat).
- Französisches Lesebuch für die mittleren Klassen der Gymnasien. Mit besonderer Rücksicht auf des Herausgebers französische Grammatik. 2. verbesserte Aufl. Mauke, Jena 1853
- Die mittelalterlichen Kirchengebäude Deutschlands. Nach der alphabetischen Reihenfolge ihrer Oerter. T. O. Weigel, Leipzig 1856 (Digitalisat).
- Karte der mittelalterlichen Kirchen-Architectur Deutschlands. T. O. Weigel, Leipzig 1856 Heidelberger historische Bestände Digital.
- Die Museen und Kunstwerke Deutschlands. Ein Handbuch für Reisende und Heimgekehrte. Erster Theil: Norddeutschland, mit Einschluß der Rheinlande bis Trier, Mainz und Frankfurt. Verlagsbuchhandlung J. J. Weber, Leipzig 1857 (Digitalisat).
- Die Museen und Kunstwerke Deutschlands. Ein Handbuch für Reisende und Heimgekehrte. Zweiter Theil: Süddeutschland. Verlagsbuchhandlung J. J. Weber, Leipzig 1858 (Digitalisat).
- Der Dom zu Bremen und seine Kunstdenkmale. Mit eingedruckten Holzschnitten und vier Tafeln nach Zeichnungen des Dombaumeisters Johann Wetzel. C. Ed. Müller, Bremen 1861 (Digitalisat).
- Die Bilderhandschriften des Mittelalters in den Bibliotheken der Stadt und der Hauptschule zu Bremen. In: Programm der Hauptschule zu Bremen. F. C. Dubbers, Bremen 1863 (Digitalisat). Digitalisat.
- Die Ruinen des Klosters Hude im Grossherzogthum Oldenburg. Mit einer Ansicht und einem Grundriß von Kloster Hude. E. D. Müller 1867 (Digitalisat).
- Der Taufkessel des Doms zu Bremen. In: Bremisches Jahrbuch. Band 6, 1871, S. 26–34 (Digitalisat).
- Französische Grammatik für Gymnasien. Nebst den Aufgaben zum Übersetzen aus dem Deutschen ins Französische. 6. Aufl. Mauke, Jena 1871.
- Chronik des königlichen Hoftheaters zu Hanover. Ein Beitrag zur deutschen Theatergeschichte. Helwing, Hannover 1876.
- mit Oskar Mothes: Illustrirtes archäologisches Wörterbuch der Kunst des germanischen Alterthums, des Mittelalters und der Renaissance sowie der mit den bildenden Künsten in Verbindung stehenden Ikonographie, Kostümkunde, Waffenkunde, Baukunde, Geräthkunde, Heraldik und Epigraphik. Für Archäologen, Sammler, Kunsthistoriker, Freunde des Alterthums und der Geschichte. 2 Bände. Otto Spamer, Leipzig 1877/78 (Digitalisat Band 1, Band 2).
- Gedenkbuch der freien Hansestadt Bremen sowie der Hafenstädte Bremerhaven und Vegesack für das Vierteljahrhundert 1851–1875. M. Heinsius, Bremen 1876 (Digitalisat).
- Scherz und Ernst. Plaudereien eines alten Comödianten. Helwing, Hannover 1878.
- Biographisches Künstler-Lexikon. Die bekanntesten Zeitgenossen auf dem Gebiet der bildenden Künste aller Länder mit Angabe ihrer Werke. Bibliographisches Institut, Leipzig 1882 (Digitalisat), (Digitalisat); 2., durch Nachträge berichtigte und ergänzte Ausgabe 1884.
- Lexikon der Bildenden Künste. Technik und Geschichte der Baukunst, Plastik, Malerei, und der vervielfältigenden Künste; Künstler, Kunststätten, Kunstwerke etc. Bibliographisches Institut, Leipzig 1883 (Digitalisat; Titelblatt).
- Französische Maler des 18. und 19. Jahrhunderts (=Klassiker-Bibliothek der bildenden Künste. Klassiker der Malerei). Bruno Lemme, Leipzig 1884.